# جيمس راند جونيور
جيمس راند جونيور (بالإنجليزية: James Rand, Jr.)‏ هو شخصية أعمال أمريكي، ولد في 18 نوفمبر 1886 في نورث توناواندا في الولايات المتحدة، وتوفي في 3 يونيو 1968 في فريبورت في باهاماس.